# هلیبراس
هلیبراس (انگلیسی: Helibras) شرکت فناوری هوافضا برزیلی است، که در سال ۱۹۷۸ تأسیس شد و هم‌اکنون زیرمجموعه‌ای از شرکت ایرباس هلیکوپترز می‌باشد.